# Ouïezd de Petrozavodsk
L'ouïezd de Petrozavodsk (en russe : Петрозаво́дский уе́зд, Petrozavodski ujezd)) était un ouïezd du gouvernement d'Olonets dans l'Empire russe.

## Présentation
L'ouïezd de Petrozavodsk était situé sur la rive ouest du lac Onega, voisin à l'ouest de la Province de Viipuri qui appartenait au Grand-Duché de Finlande.
Dans les autres directions, l'ouïezd de Petrozavodsk était bordé par d'autres ouïezds du gouvernement d'Olonets: l'ouïezd d'Olonets au nord, l'ouïezd  d' Aunus au sud, et l'ouïezd de Lodeïnoïe Pole.
Le centre administratif de l'ouïezd était Petrozavodsk, qui comptait 14 autres municipalités:
- Ahnus
- Jallahti
- Latva
- Munjärvi
- Kentjärvi
- Kontupohja
- Pyhäjärvi
- Soutjärvi
- Suoju
- Suurlahti
- Säämäjärvi
- Tipinitsa
- Tiudia
- Tolvoja

## Démographie
Au recensement de l'Empire russe de 1897, l'ouïezd de Petrozavodsk comptait 79 712 habitants.
Ils avaient pour langue maternelle : russe (67,1 %), carélien (22,1 %), Vepse (9,1%), finnois (2.1%), Yiddish (0.3%) et polonais (0,2 %).